# ポケモンスマッシュ!
『ポケモンスマッシュ!』は、2010年10月3日から2013年9月29日までテレビ東京系列などで放送されていたポケモン情報バラエティ番組である。略称は「ポケスマ」。

## 概要
2010年9月26日までテレビ東京系列で放送されていた『ポケモン☆サンデー』の後継番組。「ポケットモンスター」に関する内容を扱うバラエティ番組であるが、『ポケモン☆サンデー』同様、一般的なバラエティ番組に近い部分もある。
前身の『ポケモン☆サンデー』のメンバーに、新たに桃瀬美咲、ハナ・ワット、マリアイスラエル・チャルディーニ、チェ・ホンマンが加入。2012年10月7日の放送における番組のリニューアルに伴い、桃瀬・ハナ・マリアの3人に代わって、マクヴィカーニース、ニコロ・マランゴン、木内舞留、ノエミが新加入。さらに、2013年4月からは武井壮も加わり再度リニューアルされた。
2013年9月15日の放送において、2004年10月3日から約9年間、『ポケモン☆サンデー』『ポケモンスマッシュ!』と番組名を変えながらも続いてきた当番組が2013年9月29日に最終回を迎えることが発表された。9月22日は過去の名場面SP、最終回の9月29日には「ポケスマ最強王座決定戦」が放送された。10月6日からは『ポケモンゲット☆TV』として内容を新たにしたポケモン情報番組が放送され、この番組からは中川翔子のみ続投、新たにタカアンドトシ、西井幸人がレギュラーとして出演した。

## 出演者

### レギュラー出演
メンバーは「ポケモンエンタープライズ (P.e)」という会社の社員であるという設定で、「ポケスマメンバー」と呼ばれる。『ポケモン☆サンデー』の「ポケモンリサーチ」又は「ポケサンカンパニー」同様、メンバーはそれぞれの部署に配属されている。「ポケサンカンパニー」では存在しなかった会長の役職が増え、会社のグローバル化に伴い部署名もそれを意識したものに変わっている。第1回放送分で、会長のチェが決めたという配属がゴルゴから発表された。

#### 本部
番組中に「本部」の名称が実際に使われることはほとんどない。
ゴルゴ所長：ゴルゴ松本 (TIM)
｢ポケサンカンパニー｣を引き継いで所長を務める。熱血漢。
普段は、単に「所長」と呼ばれている。

#### テクノロジー部
「ポケサンカンパニー」の開発部に当たる部署。
レッド博士：レッド吉田 (TIM)
｢ポケサンカンパニー｣の頃と同様に様々な発明品を生み出し、不定期で番組中に登場させる。「ポケモンエンタープライズ」での初めての発明品は、2010年11月14日の放送で登場した「発明品ナンバーRED059『いたずらはじめてセット for ガール』」である。
普段は、単に「博士」と呼ばれている。

#### マーケティング部
｢ポケサンカンパニー｣の情報部に当たる部署。
しょこたん部長：中川翔子
ポケモンに関する情報を集める。
ポケモンバトルでは素早いポケモンを駆使する。料理が下手。
ミジュマル（着ぐるみ、声：下屋則子）
｢ミジュマルのつぶやき｣のコーナーを担当。
第1回放送分では、あまりの可愛さに山本が我を忘れて近づいた。「ミジュマルのつぶやき」におけるナレーションの日本語訳によると一人称は「僕」であり、山本隊員のことは「暑苦しい男」と言って邪険にしている様子。

#### アドベンチャー部
｢ポケサンカンパニー｣の調査部に当たる部署。『ポケモン☆サンデー』同様、ロケを行うことが多い。
ルカリオ部長（着ぐるみ、声：石野竜三）
2012年10月7日の放送にて、ゾロアーク部長（現在：モスクワ支部 所長）と入れ替わる形で加入。かつて『ポケモン☆サンデー』の「ポケサンカンパニー」で、ロバートの上司として共に働いていた。転勤先のブラジル支部から帰国し、再びロバートと共に働くこととなった。
特技は「フィーバーステップ」と呼ばれるダンス。またスポーツから料理までオールマイティーに活躍。ただし「ポケサンカンパニー」の頃と変わらず、まだ「波導」を使えるようになっていないため、スケッチブックに書かれた文字を使って言葉を伝える。「ポケモンスクランブル U」のフィギュア化企画にて「こらえる」「スカイアッパー」「なりきり」、そしてゲーム本編のルカリオは覚えられない「フラフラダンス」を習得した。
それ以前の2012年1月15日の放送では、ポケスマ四天王であるミサキを鍛えるため一旦帰国していた。
秋山隊員：秋山竜次（ロバート）
何事にも体当たりでアドベンチャー部を引っ張る。
ポケモンに関する知識をほとんど持たないため、『ポケモン☆サンデー』で1回実施されたピカチュウの帽子を被りポケモン一色の生活をする企画「ポケモン漬け生活」を再度実施し、最低限の知識をつけた。しかし、その放送時間があまりにも短いとクレームをつけ、ポケモンセンタートウキョーなどで、DVDを作成するために署名してもらった。前番組で流行った、「ヤドン秋山」がBW2発売当初に、ARサーチャーの隠しコマンドの回で登場した。そして2013年の短編映画の「イーブイフレンズ」にちなんだ「イーブイ秋山フレンズ」で、イーブイの進化系に扮するコーナーもできた。さらに、人間とポケモンの違いを研究するアーキド博士といった変装もある（馬場・山本は彼の助手という設定）。
山本隊員：山本博（ロバート）
ミジュマルを愛している。ポケモンバトルでは嫌らしい戦法が得意。
ゲームやアニメで登場するキャラクターのハンサムにコスプレし、「ハンサム山本」という名前で出演することがある。また、ビクティニのV字型の耳を上下逆にして平仮名の「へ」の字型にした、「へ山本」というキャラクターに扮して登場したり、ミネズミやミルホッグのポーズを真似て、「ミヒロシ」「ミルヒロシ」という一発ギャグを披露したりすることもある。
アドベンチャー部の中ではいじられ役として損な役割を果たすことが多い。
後におはスタポケモン部の部長に就任する。
馬場隊員：馬場裕之（ロバート）
｢ポケモンエンタープライズ｣きっての理論派。ポケモンバトルでは、作戦を考えすぎて失敗することもある。
ロバートの中では一番辛い食べ物を得意としており、食べさせられることが度々ある。
寿司職人に扮して登場し、寿司桶にイッシュ地方の地図を食材でイメージしたものを作ったことがある。各街にいるジムリーダーが使用するポケモンも食材で作り上げ、その実力は料理評論家の服部幸應が驚くほどであった。
後におはスタポケモン部に入部する。

#### インターナショナル部
2012年10月7日の放送にて、ミサキ・ハナ・マリアと入れ替わる形で加入。
ニース：マクヴィカーニース
ルカリオ部長がカナダでスカウトという設定。父がカナダ人。
特技はダンスとドラム、物真似。
ニコロ：ニコロ・マランゴン
ルカリオ部長がブラジルでスカウト。
特技はサッカー。
マル：木内舞留
ルカリオ部長がロシアでスカウト。母がロシア人。
特技など、多くのことが謎に包まれている。
後におはスタポケモン部に入部する。
ノエミ：ノエミ
ルカリオ部長がフランスでスカウト。父がフランス人。
特技は体操とダンス。
同じ部であり、同じ事務所でもあるマリアのことを尊敬している。

#### 特殊部
武井教官： 武井壮
チェ会長：チェ・ホンマン（スペシャルサポーター）
世界中の情報を集める過程でポケモンの魅力に気づき、「ポケサンカンパニー」と手を組むことになった。
怒りっぽい性格だが、大好きなムシャーナのぬいぐるみを見せることで怒りが静まる。
世界中を飛び回っており多忙であるため、2010年11月 - 2011年3月まで、挨拶をすると返したりムシャーナのぬいぐるみを見せると反応したりする等身大パネルが、スタジオに設置されていた。
ゾロアーク部長（着ぐるみ、声：相馬幸人）
2010年10月3日 - 2012年10月7日、アドベンチャー部の部長として出演。リニューアル後は、モスクワ支部の所長として働いている。
「波導」が使えないルカリオ部長と同様、「幻影」が使えない（映画で登場するゾロアークとは別ポケモン）。ルカリオ部長に比べて余り機敏ではなく「フィーバーステップ」も動きが鈍い。また大きな鬣をぶつけて物を倒してしまうことが度々あり、メンバーからは怒られていた。
「わざ」を使うことができなかったためロバートと特訓した結果、「バークアウト」を覚えた。この「バークアウト」を覚えたゾロアークが2011年2月16日から、『ポケットモンスター ブラック・ホワイト』に配信（同年1月に開催された次世代ワールドホビーフェアでは先行配信）された。
インターナショナル部
アドベンチャー部と意見が食い違うことが多く、よく衝突するが時には力を合わせて仕事に取り組む、アドベンチャー部にとってよき仲間でもありライバルでもある。
ミサキ：桃瀬美咲
2010年10月3日 - 2012年10月7日、インターナショナル部のメンバーとして出演。国際的な大企業からやってきたという設定。
世界のポケモン好きの子供たちの調査のため、メンバーを入れ替わる。
インターナショナル部のメンバーでは最年長。特技は極真空手。好きな食べ物は桃。
第1回放送分で発表した、『ポケットモンスター ブラック・ホワイト』に登場するポケモンの中から選んだ好きなポケモンはヒヒダルマ。Wi-Fi配信イベント時にゲームフリークの増田順一が紹介したクマシュンも気に入っている。また、ダゲキは『ブラック・ホワイト』のバトルでよく使用していたポケモンである。
初めて番組内で『ブラック・ホワイト』を用いたバトル（ダブルバトル）をした際には、誤って味方のポケモンを攻撃するミスをしてしまう。また、「ポケスマカードバトル」の企画ではロバートと同じく体を張ることが多いため、時々「私ってアイドルですよね?｣と質問する場面も見られた。
2013年9月29日放送の最終回に1回限りの復帰出演。アドベンチャー部と意見が食い違うことが多く、よく衝突する。
ハナ：ハナ・ワット
2010年10月3日 - 2012年10月7日、インターナショナル部のメンバーとして出演。
国際的な大企業からやってきたという設定。世界のポケモン好きの子供たちの調査のため、メンバーを入れ替わる。
好きな食べ物はホットドッグとお好み焼き。特技は英語と水泳で、平泳ぎを1000メートル泳げる。
第1回放送分で発表した、『ブラック・ホワイト』に登場するポケモンの中から選んだ好きなポケモンはシキジカ。
2013年9月29日放送の最終回に1回限りの復帰出演。番組出演が終了しても、マリアとは親交が深いらしくその様子を度々ブログに書き込んでいる。番組内でポケモンブラック2ホワイト2を宇宙初プレイした。その際についたライバルの名前ひひひろしは現在でも色んな所でネタにされている(山本隊員の、ポケモンXYのプレイヤー名もひひひろしだった)。
マリア：マリアイスラエル・チャルディーニ
2010年10月3日 - 2012年10月7日（途中不在時期あり）、インターナショナル部のメンバーとして出演。国際的な大企業からやってきたという設定。世界のポケモン好きの子供たちの調査のため、メンバーを入れ替わる。
イタリア語が話せる。好きなピザはマルゲリータで、父の手伝いをよくするという。嫌いな食べ物は納豆。いつもだらしないロバートに対しては厳しく接する。
第1回放送分で発表した、『ブラック・ホワイト』に登場するポケモンの中から選んだ好きなポケモンはシママ。
2011年4月24日放送分でイタリアに出張し、5月22日放送分で帰国した（どのような目的での渡航であったかは不明）。
番組が終了した後も同事務所のハナとは親交が深く、ハナのブログやインスタグラムなどでツーショットの姿が見られる。
ポケスマ8
2012年の世界大会に出場するため、ロバートと当時のインターナショナル部、そして一般人の少年2人で結成されたチーム。そのメンバーの各4名がゲームとカードに出場することになったが、予選にて全員が敗退した。

### ゲスト出演
増田順一（ゲームフリーク取締役開発部長）

## コーナー

### ポケモンライブラリー
2010年10月3日から2013年3月31日まで、『ポケモン☆サンデー』の「ポケモンセレクション」に当たるコーナー。原則として、番組の前半で放送される。ただし、『ポケモン☆サンデー』同様に、テレビ東京系列外ではこのコーナーは放送されておらず、30分番組として放送している。これまで放送されてきたアニメ『ポケットモンスター』の中からどれか1話を再放送し（オープニングやエンディング、ミニコーナーなどはカットされる）、そこから大切なことを学ぶという内容。また2013年4月7日から、ポケモンリクエストになっている。
毎回、メンバーの誰かが放送する作品を選んでいるということになっており、そのメンバーが最初に話の見どころを紹介する。『ポケモン☆サンデー』ではレッドの「ポケ ウイ ゴー!」だった合図は、「OK! ポケモンライブラリー」になっていたが、2013年4月7日からの合図は、「OK! ポケリクGO!」になっている。しかし途中からは、『ポケモン☆サンデー』以来の「OK! ポケウィーGO!」になっている。アニメ放送中のCM前のアイキャッチでは、選んだメンバーがこのあとの見どころを短く紹介する。また、CM後のアイキャッチは番組のオリジナルのアニメーションに入れ替わっている。放送される話のほとんどは画面アスペクト比が4:3のため、画面左右にできる空白には次回の『ベストウイッシュ』の放送日時とサブタイトルが予告されている。

### プレゼンテーション
この番組では『ポケモン☆サンデー』と異なり、VTRの冒頭で「○○○部（○にはプレゼンする部署名が入る）プレゼンツ 『―（企画名）』」と紹介する。このコーナーの内容は、主に2つに分かれる。
1つ目は、『ポケモン☆サンデー』の「ポケモンだいすきプロジェクト」に当たるもの。メインとなる企画で、番組後半の序盤に放送される。基本的にアドベンチャー部やインターナショナル部がプレゼンする。内容は様々だが、不定期で頻繁に放送される同一の企画もある。
2つ目は、『ポケモン☆サンデー』の「ポケモンゲームアリーナ」に当たるもの。番組後半の終盤に放送され、基本的にマーケティング部がプレゼンする。メンバーと視聴者との「ポケットモンスター ブラック・ホワイト」による対戦、ゲームや映画に関する最新情報の公開など。

#### 主な企画
ポケモンクイズキャラバン
｢ゴルゴ所長&レッド博士プレゼンツ｣の企画で、初回放送は2010年10月24日。ゴルゴとレッドが、出場を希望した学校や子供会に行き、チームに分かれてポケモンに関する様々なクイズやゲームを行い対戦する。当初はインターナショナル部の3人を紹介するという目的から3人1組のチームで行なわれていたが、2011年3月27日放送分以降は映画『ビクティニと黒き英雄ゼクロム・白き英雄レシラム』にちなんだ2チーム間での対抗戦に改められている。
ポケスマカードバトル
｢アドベンチャー部&インターナショナル部プレゼンツ｣の企画で、初回放送は2010年11月14日（「『ポケモンカードゲームBW』はじめてバトル!」として放送）。 『ポケモン☆サンデー』の「ポケサンカードバトル」にあたるもの。アドベンチャー部とインターナショナル部がティーチャータカシマによる解説やアドバイスのもと、通常よりも大きなカードやマットを用いて『ポケモンカードゲーム』の対戦をする。相手が「わざ」を使用する際「わざ」を受ける側は、その「わざ」の効果に近いダメージを自身で体感する。また、ゲストが参戦することもある。
メダルおやじゴルゴがいく!
｢ゴルゴ所長&レッド博士プレゼンツ｣の企画で、初回放送は2012年10月21日。ゲーム『ブラック2・ホワイト2』に登場するメダルおやじに扮したゴルゴとレッドが特技や自慢を持つ子供を訪ね、そのアピールを元に番組オリジナルのメダルを贈呈する。メダルはビギナー、エリート、マスターの3種類が用意されているが、メダルを贈呈する基準はゴルゴに委ねられている。
『ポケットモンスター ブラック・ホワイト』バトル
｢マーケティング部プレゼンツ｣の企画で、初回放送は2010年11月28日。『ポケモン☆サンデー』で恒例となった企画を、『ブラック・ホワイト』を用いて引き続き実施。メンバーと視聴者（チャレンジャー）が、育てたポケモンを使用してスタジオでバトルをする。バトルの前にチャレンジャーの『ブラック・ホワイト』のプロフィール画面をチェックしたり、ゴルゴがチャレンジャーに好きな食べ物などを質問したりしてトークをした後、チャレンジャーが対戦したいメンバーを指名する。メンバーはバトルに敗れると大事に育てた自分の「てもち」を交換しなければならないため、それぞれが本気でバトルに挑んでいる。
ルールは『ブラック・ホワイト』を用いてのダブルバトルで、使用ポケモンは1人4体。伝説のポケモン・幻のポケモンを除くイッシュ地方のポケモン図鑑に登場するポケモンのみ使用可能。レベルの制限はないが、バトルの際にはレベル51以上のポケモンは自動的にレベル50となる（覚えている「わざ」のみ、そのままである）。チャレンジャーがバトルに勝利した場合チャレンジャーは、対戦したメンバーの「てもち」の中から選んだ好きなポケモンと、チャレンジャーのポケモン（どのポケモンにするかはチャレンジャーが決める）を通信交換することができる。出場の応募ははがきで受け付けている。
ドラゴン（馬場）・あく（しょこたん）・かくとう（ミサキ）・エスパー（山本）使いの「ポケスマ四天王バトル」も行われた。手持ちは対戦するメンバーと同じタイプが入った全国ポケモンを使用可能。
『ポケットモンスター ブラック2・ホワイト2』バトル
2012年10月7日のリニューアル時より、従来の『ブラック・ホワイト』を使ったバトルを発展させたもの。
基本的なルールは『ブラック・ホワイト』時と同じだが、こちらは伝説のポケモン・幻のポケモンを除いた全国図鑑に登場するポケモンを使用可能。
また2013年4月7日でも、スタジオでのバトルがリニューアルされ、両親も初登場する。

### ミジュマルのつぶやき
初回放送は2010年10月24日。『ポケモン☆サンデー』の「サンデーポケモンニュース」に当たるコーナー。不定期で、番組後半の中盤で放送されることが多い。ミジュマルがスタジオの机上にあるパソコンの前から、ポケモンに関する最新情報を1つ伝える。情報を伝え終わった後には、ミジュマルが「以上、ミジュマルでした。マル」と言う。ミジュマルの言葉は、ナレーションで代わりに伝える。

## イベント
「お助け『クマシュン』」プレゼント
番組と『ポケットモンスター ブラック・ホワイト』の連動企画として、2010年10月22日 - 11月29日の期間限定でニンテンドーWi-Fiコネクションで配信された。おや名は「ポケスマ！」。レベルは15。貴重な「プレゼントリボン01」を持ち、「プレシャスボール」に入っているのでGTSに預けることはできない。覚えている技は「こなゆき・なきごえ・がまん・こごえるかぜ」。「まんたんのくすり」を持っている。
「『ポケモンスマッシュ!』BW大作戦」
番組の放送開始を記念して、2010年11月13日 - 12月19日の期間、全国のショッピングモールや百貨店など14会場で実施されたイベント（1会場で2日間実施）。「ポケモンエンタープライズ」の各部署からのミッション（『ポケットモンスター ブラック・ホワイト』で親子同士の「マルチバトル」やクイズラリー等）をクリアできた親子には「『ポケモンスマッシュ!』サポーター認定証」がプレゼントされ、さらにその「ポケスマサポーター」の中から抽選で選ばれた1組は、ポケスマメンバーと『ブラック・ホワイト』でバトルすることができる。
「『ポケスマ』オリジナルCギアスキン」プレゼント
2010年11月29日 - 2011年1月31日の期間、メンバーが1作品ずつ描いたデザイン全9作品の中から投票により一番得票が多かったものを『ポケットモンスター ブラック・ホワイト』の「Cギア」の背景となる「Cギアスキン」にし、「ポケモングローバルリンク」（番組内などで発表された合言葉の入力が必要）を通じて『ブラック・ホワイト』にプレゼントされた。
2010年10月31日の放送でメンバーが描いたデザインが発表され、10月31日 - 11月10日の期間に番組ホームページにて投票が行われた。11月28日の放送で結果が発表され、山本が描いたミジュマル（14,945票）、ゴルゴが描いたダゲキ（15,213票）に大差をつけ、中川が描いたチョロネコ（21,257票）が1位となり（合計の投票数は60,792票）、「Cギアスキン」のデザインに決定した。なお、秋山はモンメンの絵と別に「山本隊員のお母さん」の絵を描いたが、投票の候補に入れられたのはモンメンの絵のみであった。
「特別な技「バークアウト」を覚えた『ポケスマ!のゾロアーク』」をプレゼント
ゾロアーク部長が「バークアウト」を覚えたことを記念して、『ブラック・ホワイト』にバークアウトを覚えたゾロアークが2011年1月16日から全国4会場で開催された「次世代ワールドホビーフェア '11Winter」で配信された。その後、2月15日 - 3月14日の期間限定でニンテンドーWi-Fiコネクションで再配信された。おや名は「ポケスマ！」。レベルは50。性別はもちろん♂で、性格は「きまぐれ」。貴重なリボン「クラシックリボン」を持ち、特別な「プレシャスボール」に入っているのでGTSに預けることはできない。覚えている技は「こうそくいどう・さしおさえ・おしおき・バークアウト」。1つのカートリッジにつき1匹だけ受け取ることができる。
「伝説のポケモン『ミュウツー』」プレゼント
｢ポケモンカードゲームBW 拡張パック サイコドライブ・ヘイルブリザード｣の発売を記念し、ポケスマと『ブラック・ホワイト』の発売一周年を兼ねて2011年9月26日 - 10月31日の期間限定でニンテンドーWi-Fiコネクションで配信された。レベルは70。貴重なリボン「プレミアリボン」を持ち、特別な「プレシャスボール」に入っているのでGTSに預けることはできない。覚えている技は本来レベル70では覚えていない「サイコブレイク・はどうだん」に加え、通常では覚えられない「エレキボール」と「シャドーボール」を取得している（後者はわざマシンで覚えられる）。「おうじゃのしるし」を持っている。こちらも1つのカートリッジにつき1匹まで受け取れる。

## オープニング・エンディングテーマ曲
オープニングテーマ曲
「Domo Domo Domo（KCP Mix）」（Smile.dk）
エンディングテーマ曲
| # | アーティスト   | 曲名                  | 放送日                        | 収録アルバム                                 |
| - | -------------- | --------------------- | ----------------------------- | -------------------------------------------- |
| 1 | AAA            | Endless Fighters      | 2010年10月3日 - 2011年4月17日 | Buzz Communication（2011年2月16日発売）      |
| 2 | つるの剛士     | ポケモン言えるかな?BW | 2011年6月12日 - 12月25日      | ちゅるのうた（2011年7月15日発売）            |
| 3 | ステレオポニー | アイ アム ア ヒーロー | 2012年1月3日 - 3月25日        | More ! More ! ! More ! （2011年12月7日発売） |

## 主要スタッフ
- ナレーター：木村匡也
- 企画：浅井認、福永晋
- 原案：田尻智
- スーパーバイザー：石原恒和
- アソシエイトプロデューサー：吉川兆二
- 構成：ねだしんじ、ゴウヒデキ、伊部譲二
- スタジオ技術：テクノマックス
- 美術協力：フジアール
- 技術協力：テレテック
- 車輌：アイベックス
- スタイリスト：春日弘美
- メイク：水野薫、樋口みどり
- EED：高城明宏
- MA：吉田章太（麻布プラザ）
- 音効：秋山武
- 番宣：井上裕子（テレビ東京）
- マネージメント：岩井一見
- アシスタントディレクター：高橋慎、上山有貴子、林隆一朗、作美彩香、栃木聖美、藤本健介
- ディレクター：谷口晶子、田中洋右、田口龍、鈴木道正
- 演出：鈴木則寿、田場兼司
- 総合演出：名取禎
- 制作協力：ウッドオフィス、オー・エル・エム、オー・エル・エムデジタル
- アシスタントプロデューサー：細谷伸之（テレビ東京）、伊澤景勝、関谷怜也、伊藤香織
- プロデューサー：佐々木亮（テレビ東京）、山野智久、山本槇仁（山野・山本→共に以前はアシスタントプロデューサー）
- 製作：テレビ東京、The Pokémon Company、ShoPro

### 過去
- 企画：久保雅一、都築伸一郎
- 技術協力：日本EJシステム
- EED：兵藤真澄（麻布プラザ）、川崎孝之（CCファクトリー）
- MA：植木俊彦（麻布プラザ）、安河内隆文（CCファクトリー）
- 番宣：野口かず美（テレビ東京）
- マネージメント：千葉奈津江
- アシスタントディレクター：下山久美子
- ディレクター：関口奈々
- アシスタントプロデューサー：杉山典子（2010年10月3日 - 10月31日）、松本裕子（テレビ東京）、林友理、村松紗也子（テレビ東京、一時離脱→復帰）
- プロデューサー：川瀬好一（2010年10月3日 - 10月31日）、盛武源→村椿拓郎、猪子敏行（2010年11月7日 - 201?年?月?日）、河本拓、島村優子（島村→以前はアシスタントプロデューサー）

## 放送局
｢ポケモン☆サンデー｣と同様に、系列外では30分に短縮しての放送となっていた。以前『ポケモン☆サンデー』を放送していた長崎県では放送されなかった。また『ポケモン☆サンデー』と同様に一部の地域ではアニメ本編とは異なる放送局で放送されていた。

### 60分版
| 放送地域       | 放送局         | 放送期間                      | 放送日時         | 放送系列       | 遅れ       |
| -------------- | -------------- | ----------------------------- | ---------------- | -------------- | ---------- |
| 関東広域圏     | テレビ東京     | 2010年10月3日 - 2013年9月29日 | 日曜 7:30 - 8:30 | テレビ東京系列 | 製作局     |
| 北海道         | テレビ北海道   | 2010年10月3日 - 2013年9月29日 | 日曜 7:30 - 8:30 | テレビ東京系列 | 同時ネット |
| 愛知県         | テレビ愛知     | 2010年10月3日 - 2013年9月29日 | 日曜 7:30 - 8:30 | テレビ東京系列 | 同時ネット |
| 大阪府         | テレビ大阪     | 2010年10月3日 - 2013年9月29日 | 日曜 7:30 - 8:30 | テレビ東京系列 | 同時ネット |
| 岡山県・香川県 | テレビせとうち | 2010年10月3日 - 2013年9月29日 | 日曜 7:30 - 8:30 | テレビ東京系列 | 同時ネット |
| 福岡県         | TVQ九州放送    | 2010年10月3日 - 2013年9月29日 | 日曜 7:30 - 8:30 | テレビ東京系列 | 同時ネット |

### 30分版
| 放送地域       | 放送局             | 放送期間                       | 放送日時           | 放送系列       |
| -------------- | ------------------ | ------------------------------ | ------------------ | -------------- |
| 青森県         | 青森朝日放送       | 2010年10月10日 - 2013年10月6日 | 日曜 6:00 - 6:30   | テレビ朝日系列 |
| 岩手県         | 岩手めんこいテレビ | 2010年10月6日 - 2013年10月4日  | 金曜 15:52 - 16:21 | フジテレビ系列 |
| 宮城県         | 東日本放送         | 2010年10月10日 - 2013年10月5日 | 土曜 7:30 - 8:00   | テレビ朝日系列 |
| 秋田県         | 秋田テレビ         | 2010年10月11日 - 2013年10月7日 | 月曜 16:21 - 16:50 | フジテレビ系列 |
| 山形県         | テレビユー山形     | 2010年10月9日 - 2013年10月5日  | 土曜 6:00 - 6:30   | TBS系列        |
| 福島県         | 福島テレビ         | 2010年10月10日 - 2013年10月6日 | 日曜 6:15 - 6:45   | フジテレビ系列 |
| 新潟県         | テレビ新潟         | 2010年10月10日 - 2013年10月6日 | 日曜 5:30 - 6:00   | 日本テレビ系列 |
| 長野県         | 長野放送           | 2010年10月9日 - 2013年10月5日  | 土曜 5:30 - 6:00   | フジテレビ系列 |
| 富山県         | チューリップテレビ | 2010年10月10日 - 2013年10月6日 | 日曜 6:15 - 6:45   | TBS系列        |
| 石川県         | 北陸朝日放送       | 2010年10月10日 - 2013年10月6日 | 日曜 6:00 - 6:30   | テレビ朝日系列 |
| 静岡県         | 静岡朝日テレビ     | 2010年10月9日 - 2013年10月6日  | 日曜 6:00 - 6:30   | テレビ朝日系列 |
| 岐阜県         | 岐阜放送           | 2010年10月13日 - 2013年9月25日 | 水曜 19:30 - 20:00 | 独立局         |
| 奈良県         | 奈良テレビ         | 2010年10月7日 - 2013年10月3日  | 木曜 7:30 - 8:00   | 独立局         |
| 滋賀県         | びわ湖放送         | 2010年10月10日 - 2013年10月6日 | 日曜 9:00 - 9:30   | 独立局         |
| 兵庫県         | サンテレビ         | 2010年10月10日 - 2013年10月6日 | 日曜 6:00 - 6:30   | 独立局         |
| 鳥取県・島根県 | 山陰放送           | 2010年10月10日 - 2013年10月6日 | 日曜 5:45 - 6:15   | TBS系列        |
| 広島県         | 広島テレビ         | 2010年10月10日 - 2013年10月6日 | 日曜 6:00 - 6:30   | 日本テレビ系列 |
| 愛媛県         | 南海放送           | 2010年10月6日 - 2013年10月2日  | 水曜 16:21 - 16:50 | 日本テレビ系列 |
| 高知県         | テレビ高知         | 2010年10月7日 - 2013年10月6日  | 日曜 6:15 - 6:45   | TBS系列        |
| 熊本県         | テレビくまもと     | 2010年10月10日 - 2013年10月6日 | 日曜 6:30 - 7:00   | フジテレビ系列 |
| 沖縄県         | 琉球朝日放送       | 2010年10月9日 - 2013年10月5日  | 土曜 7:00 - 7:30   | テレビ朝日系列 |